# Ramusella merimna
Ramusella merimna är en kvalsterart som först beskrevs av Balogh och Sandór Mahunka 1977.  Ramusella merimna ingår i släktet Ramusella och familjen Oppiidae. Inga underarter finns listade i Catalogue of Life.